# S/2019 S 14
S/2019 S 14 — природний супутник Сатурна. Відкритий Едвардом Ештоном та Бреттом Гледменом 10 травня 2023 року на основі спостережень, зроблених між 1 липня 2019 року та 9 липня 2021 року.
S/2019 S 14 має близько 4 кілометрів у діаметрі, обертається проградно навколо Сатурна на відстані — 17 853 000  км, орбітальний період — 893,14 земної доби, під кутом нахилу 46,2° до площини екліптики, ексцентриситет орбіти — 0,072. S/2019 S 14 належить до інуїтської групи, можливо це уламок Сіарнака, який давно відколовся, оскільки він має однакові елементи орбіти, а його орбіта є досить круговою через низький ексцентриситет, на відміну від інших неправильних супутників.